# Girlschool
Girlschool ist eine britische Heavy-Metal-Band, die 1978 in London gegründet wurde und in komplett weiblicher Besetzung spielt.

## Bandgeschichte
Die Gründungsmitglieder waren Enid Williams, Kim McAuliffe, Kelly Johnson und Denise Dufort. Alle vier trugen vor allem schwarzes Leder und gaben zahlreiche Konzerte. 1978 erschien ihre erste Single Take It All Away.

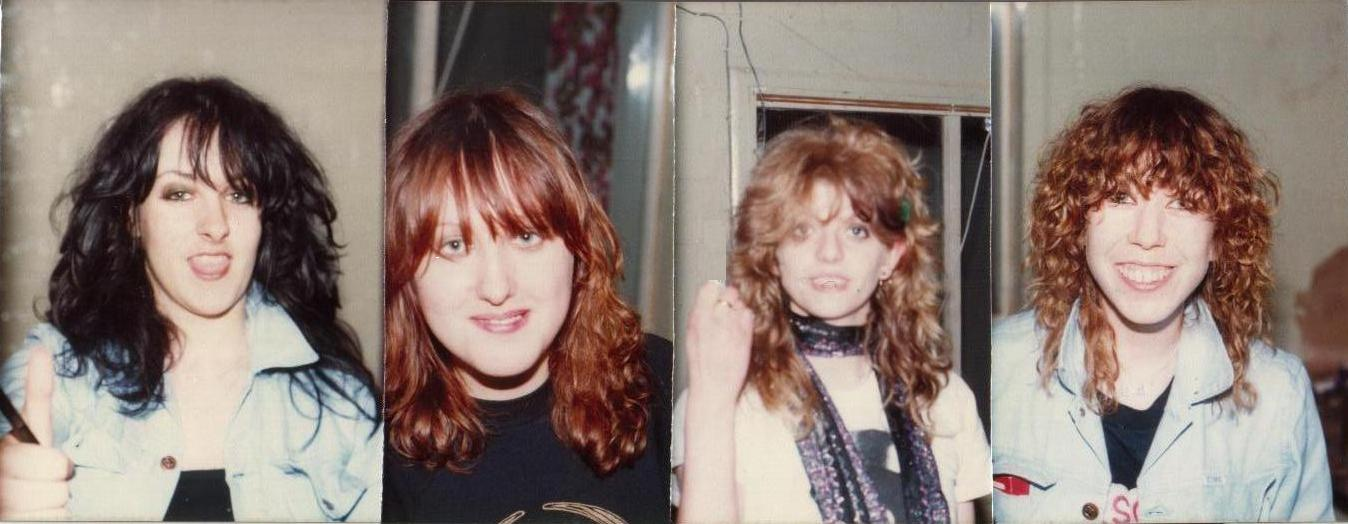
Bandbesetzung 1981

Die Alben Demolition (1980) und Hit and Run (1981) verkauften sich sehr gut, kamen jedoch bei der Kritik schlecht an. Ebenfalls 1981 kam die EP St. Valentine’s Day Massacre heraus, die zusammen mit Motörhead eingespielt wurde und bei der Kritik mehr Aufmerksamkeit erregte.
1982 verließ Williams die Band, als Ersatz kam Gil Weston. Das im selben Jahr entstandene Album Screaming Blue Murder wurde von der Kritik als lärmig und monoton bezeichnet. Ende 1982 oder Anfang 1983 erlitt McAuliffe einen schweren Stromschlag, an dem sie beinahe gestorben wäre. 1983 erschien das von Noddy Holder und Jim Lea (Slade) produzierte Album Play Dirty, auf dem die Band begann ein Glam-Rock-Image zu prägen. 1984 kam es erneut zu einem Mitgliederwechsel: Johnson verabschiedete sich von Girlschool, dafür stießen Cris Bonacci und Jackie Bodimead zur Band. Bei der Veröffentlichung von Running Wild (1985) waren Girlschool mit ihrem Outfit komplett zum Glitter gewechselt. Kurz nach der Veröffentlichung ließ Bodimead die Band wieder hinter sich.
Durch einen Auftritt im Vorprogramm von Blue Öyster Cult wurde die Band Ende 1985 wieder populärer. Zusammen mit Gary Glitter schuf sie 1986 eine Neuversion von Glitters I’m the Leader of the Gang (I Am) und veröffentlichte das Album Nightmares at Maple Cross. 1987 verließ dann Weston die Band und wurde von Tracey Lamb ersetzt. Girlschool tourten in diesem Jahr mit Motörhead durch Europa und das Album Take a Bite kam auch bei der Kritik gut an. Etwas später ließ auch Lamb Girlschool hinter sich.
Als Ersatz für Lamb kam die Bassistin Jackie Carrera (ex The Flatmates) dazu. 1992 veröffentlichte die Band dann das selbst produzierte Album Girlschool, das zu einer erneuten Popularität der Band führte. Im Jahr 1993 kehrten Kelly Johnson und Tracey Lamb zur Band zurück, und im Jahre 1995 wurde das Album Girlschool: LIVE aufgenommen, mit den neuen Songs Little Green Men and Knife. Kelly und Tracy verließen die Band im Jahr 2000 wieder und Enid Williams kehrte zurück und brachte die neue Lead-Gitarristin Jackie Chambers mit. 

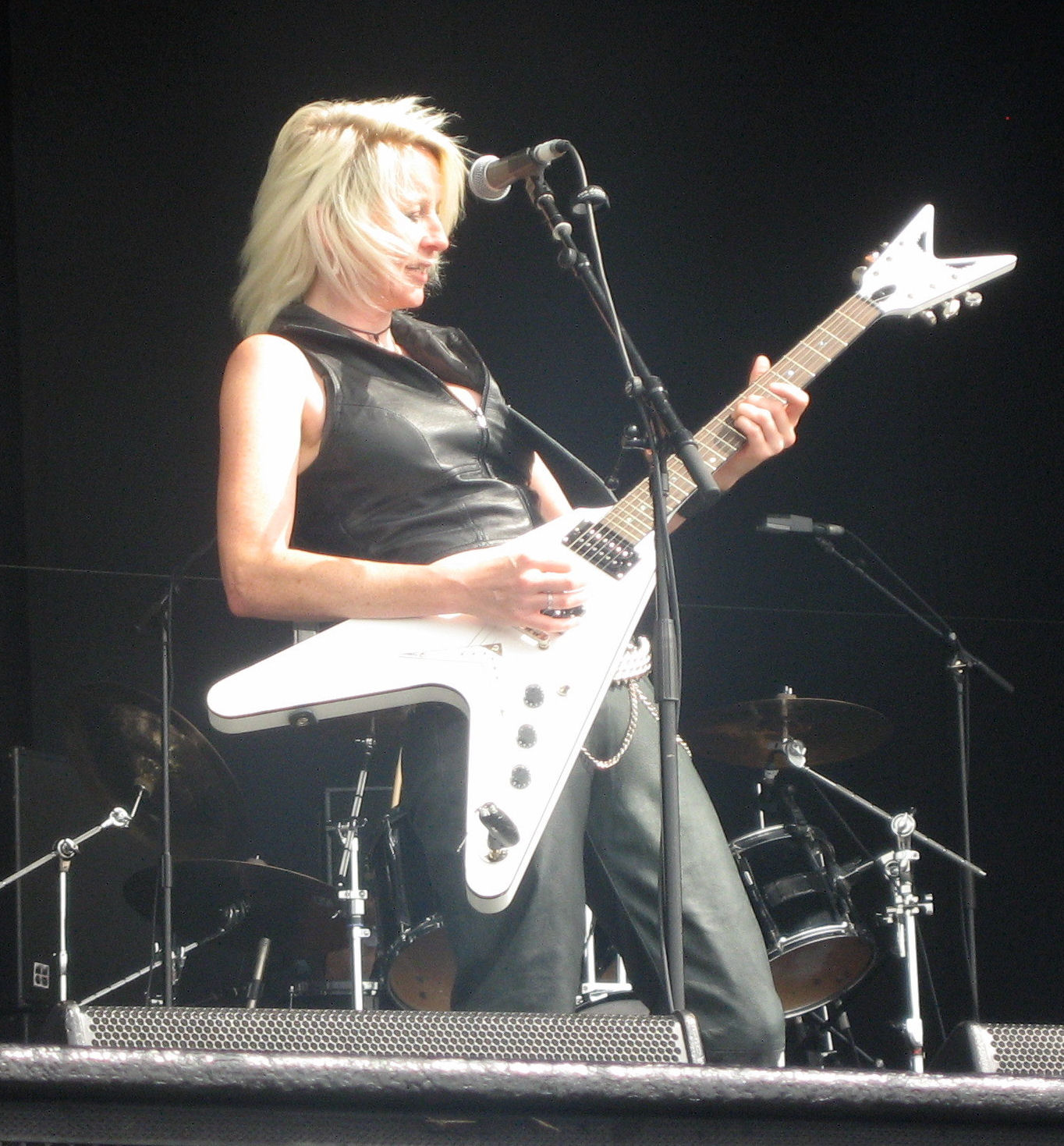
Gitarristin Jackie Chambers live 2009

Im Jahr 2002 wurde 21st Anniversary: Not That innocent aufgenommen, produziert von Girlschool und Tim Hamill.
Im Jahr 2003 nahmen Girlschool zwei neue Songs zusammen mit drei Titeln von 21st Anniversary: Not That innocent für eine CD auf, die unter dem Namen The Second Wave: 25 years of NWOBHM bei ihrem Label Communique erschien. Die gleiche Besetzung veröffentlichte dann das Album Believe am 26. Juli 2004, wieder auf Communique Records und wieder produziert von Tim Hamill und Girlschool.
Im November 2005 veröffentlichten Girlschool ihre erste Download-Single, eine neu aufgenommene Version von Emergency und London, diese Titel sind nur dort als Download erhältlich und eine Spende für jeden Download von Emergency geht an die London Air Ambulance. Am 15. Juli 2007 verstarb das Gründungsmitglied Kelly Johnson an den Folgen einer Krebserkrankung.
2008 trat die Band auf dem Wacken Open Air und Bang Your Head auf und am 24. Oktober desselben Jahres erschien das Album Legacy. Ein weiterer Auftritt beim Wacken Open Air fand 2011 statt, wo die Band am 6. August im Bullhead City-Zelt spielte.
Am 13. November 2015 veröffentlichte die Band ihr 13. Studioalbum, Guilty as Sin.
Am 29. Januar 2019 gab Girlschool bekannt, dass Bassistin Enid Williams die Band verlässt und wieder durch Tracey Lamb ersetzt wird.
Am 28. Juli 2023 erschien das Album WTFortyfive?, auf welchem auch externe Songwriter Stücke beisteuerten. Kim McAuliffe wurde von Nick Lashley unterstützt und Jackie Chambers schrieb den Song Barmy Army mit Tracy Lipp. Als prominente Co-Songwriter konnten auch Filippa Nässil von Thundermother gewonnen werden, die bei der Komposition von Believing In You unterstützte, während Joe Stump von Alcatrazz Are You Ready mitkomponierte.

## Trivia
- Der Song Party vom 2023er Album WTFortyfive? ist eine Huldigung an viele alte Rock- und Metalbands. Sein Text besteht aus aneinandergereihten Textzeilen dieser Bands.[5]
- Der Song Emergency, der auf ihrem Debütalbum Demolition 1980 erschien, wurde 1982 von der Punkband Infa-Riot gecovert, die diesen als Opener für das Album Still Out of Order verwendeten.[5]

## Diskografie

### Studioalben
- 1980: Demolition (Bronze)
- 1981: Hit and Run (Bronze)
- 1982: Screaming Blue Murder (Bronze)
- 1983: Play Dirty (Bronze)
- 1985: Running Wild (Mercury)
- 1986: Nightmare at Maple Cross (GWR)
- 1988: Take a Bite (UK: GWR/US: Enigma)
- 1989: Cheers You Lot (Metal Masters)
- 1992: Girlschool (Communique)
- 2002: 21st Anniversary: Not That Innocent (Communique)
- 2004: Believe (Communique)
- 2008: Legacy (Wacken Records/SPV)
- 2011: Hit and Run – Revisited (UDR)
- 2015: Guilty as Sin (UDR)
- 2023: WTFortyfive? (UDR)

### Sonstiges
- 1981: St. Valentine’s Day Massacre (Bronze: EP mit Motörhead)
- 1986: Race with the Devil Live (Raw Power)
- 1995: Live (Communique)
- 1997: King Biscuit Flower Hour (King Biscuit)
- 2005: Live from London 1984